# Keith DeRose
Keith DeRose, né le 24 avril 1962, est un philosophe américain professeur à l'université Yale à New Haven où il est professeur de la fondation Allison. Il a précédemment enseigné à l'université de New York et à l'université Rice. Parmi ses principaux centres d'intérêt figurent l'épistémologie, la philosophie du langage, la philosophie de la religion et l'histoire de la philosophie moderne. Il est surtout connu pour son travail sur le contextualisme en épistémologie, en particulier en réponse au traditionnel problème du scepticisme.

## Formation
DeRose est diplômé du Calvin College en 1984 avec un B.A. en philosophie. Il étudie ensuite à l'UCLA, obtient un M.A. en 1986 et un Ph.D. en 1990; Sa thèse est intitulée Knowledge, Epistemic Possibility, and Skepticism sous la direction de Rogers Albritton (en).

## Publications (sélection)
- The Case for Contextualism. Knowledge, Skepticism, and Context, Oxford University Press, 2009.
- The Ordinary Language Basis for Contextualism and the New Invariantism, The Philosophical Quarterly, 2005.
- Direct Warrant Realism, in A. Dole and A. Chignell, ed., God and the Ethics of Belief: New Essays in Philosophy of Religion (Cambridge University Press, 2005).
- Single Scoreboard Semantics, Philosophical Studies, 2004.
- Assertion, Knowledge, and Context, Philosophical Review, 2002; Philosopher's Annual, vol. 26.
- Solving the Skeptical Problem, Philosophical Review, 1995; Philosopher's Annual, vol. 18.
- Contextualism and Knowledge Attributions, Philosophy and Phenomenological Research, 1992
- Epistemic Possibilities, Philosophical Review, 1991.
- Reid's Anti-Sensationalism and His Realism, Philosophical Review, 1989.

## Source de la traduction
- (en) Cet article est partiellement ou en totalité issu de l’article de Wikipédia en anglais intitulé « Keith DeRose » (voir la liste des auteurs).